# Factor de sostenibilidad
El factor de sostenibilidad es un mecanismo previsto en el sistema público de pensiones de España y de otros países, que interviene en el cálculo de la pensión inicial de jubilación y que trata de adecuar la pensión que se va a cobrar a la esperanza de vida, de tal manera que el alargamiento de la expectativa de vida provoca una disminución de la pensión que se fije en el momento de la jubilación. Tenía prevista su entrada en vigor en España el 1 de enero de 2019. Sin embargo, en abril de 2018, el gobierno aprobó el retraso de la aplicación de esta cláusula hasta 2023.

## Regulación en España
Con su prevista entrada en vigor, los parámetros fundamentales del sistema, es decir el cálculo de las nuevas pensiones de jubilación, se debían revisar por las diferencias entre la evolución de la esperanza de vida a los 67 años de la población, en el año en que se efectúe la revisión, y la esperanza de vida a los 67 años en el momento de la entrada en vigor. Dichas revisiones se iban a ir efectuando cada cinco años, siendo la primera prevista el 1 de enero de 2023.

### Fundamento legal
El factor de sostenibilidad fue introducido inicialmente por la Ley 27/2011, de 1 de agosto, sobre actualización, adecuación y modernización del sistema de Seguridad Social, que en su artículo 8, introdujo la disposición adicional quincuagésima novena, en el Texto Refundido de la Ley General de la Seguridad Social, aprobado por Real Decreto Legislativo 1/1994, de 20 de junio, con la siguiente redacción:

«Disposición adicional quincuagésima novena. Factor de sostenibilidad del sistema de la Seguridad Social.

Con el objetivo de mantener la proporcionalidad entre las contribuciones al sistema y las prestaciones esperadas del mismo y garantizar su sostenibilidad, a partir de 2027 los parámetros fundamentales del sistema se revisarán por las diferencias entre la evolución de la esperanza de vida a los 67 años de la población en el año en que se efectúe la revisión y la esperanza de vida a los 67 años en 2027. Dichas revisiones se efectuarán cada 5 años, utilizando a este fin las previsiones realizadas por los organismos oficiales competentes.»

Posteriormente, la Ley 23/2013, de 23 de diciembre, reguladora del Factor de Sostenibilidad y del Índice de Revalorización del Sistema de Pensiones de la Seguridad Social, adelantó la implantación de este elemento al año 2019.
El 1 de julio de 2021, el gobierno de España, junto a los sindicatos y las organizaciones empresariales, firmaron un acuerdo de reforma de pensiones, que será remitido a las Cortes en Otoño de ese año, que entre otras modificaciones, supone la eliminación del factor de sostenibilidad, con el compromiso de sustituirlo por otro nuevo mecanismo de equidad intergeneracional, aún por determinar, que vele por la sosteniibilidad del sistema.
El ministro de Seguridad Social del momento, José Luis Escrivá, explicó que el factor de sostenibilidad introducido en 2013 estaba "mal definido" porque vinculaba las pensiones al aumento de la esperanza de vida y afectaba a todos los futuros pensionistas de manera indefinida.

### La sostenibilidad del sistema español de pensiones
El sistema de pensiones públicas de España está basado en un sistema de reparto, en el que la estabilidad financiera se asienta en la ratio entre beneficiarios y contribuyentes al sistema de la Seguridad Social. 
La creación del denominado factor de sostenibilidad de la Seguridad Social, en España, tenía como objetivo mantener la proporcionalidad entre las contribuciones al sistema y las prestaciones que se esperan del mismo, haciendo que el mismofuera sostenible, es decir, que se garantice un equilibrio a lo largo del tiempo.
Entre 2011 y 2013 se llevaron a cabo reformas en el sistema de pensiones que trataron de adaptarlo a las transformaciones demográficas, derivadas del aumento de la esperanza de vida y a la disminución de nacimientos. Se espera que en las próximas décadas lleguen a la edad de jubilación cohortes de población muy numerosas como consecuencia del baby boom producido en España entre finales de los años 1950 y la primera mitad de los años 1970. Por otro lado, se ha tratado de dar respuestas a la evolución del ciclo económico, con fases depresivas, con efectos importantes en la capacidad para pagar las pensiones, como los derivados de los cambios en las tasas de desempleo, tasas de actividad, en los salarios o en la productividad, todos ellos de gran influencia en el funcionamiento del sistema de reparto.